# STU48のすだちでキュン
STU48のすだちでキュン（エスティーユーフォーティーエイトのすだちでキュン）は四国放送ラジオで放送されているラジオ番組である。

## 概要
徳島県を代表する柑橘系の特産品といえば、「すだち」。そのすだちのようにスカッと爽やか、リスナーの皆さんの清涼剤になればとの想いがこもった番組である。

## 放送時間
毎週月曜 23:00 - 23:40

## 出演
- 野口七海(四国放送アナウンサー、進行役）
- 谷口茉妃菜（STU48、勝手に四国観光大使）

## コーナー

### レギュラーコーナー
- まひなう
- まひなの今日のイッキョク
- まひなななみのすだキュンダービー（2024年1月から）

### 不定期コーナー
- すだキュン音楽の夜会
- すだキュン勝手にお話し会（メンバーゲスト出演回のみ）
- すだキュン一問一答（メンバーゲスト出演回のみ）

## イベント

### 公開収録
放送開始から2年目に入った2022年より開催。GW期間中の徳島市藍場浜公園で開催のストーンフェア内で行われる。
- 第1回 2022年4月29日・13時～[2]
- 第2回 2023年5月6日・14時～[3]
- 第3回 2024年5月6日・13時～[4]
- 第4回 2025年4月29日・13時～[5][6]